# 漆谷康宏
漆谷 康宏（うるしたに やすひろ、1976年9月8日 - ）は、日本の男性元総合格闘家。愛媛県川之江市（現・四国中央市）出身。URUSHI DOJO代表。元修斗世界フライ級王者。

## 来歴
2000年9月10日、第7回全日本アマチュア修斗選手権フェザー級（-58kg）で3位入賞した。
2001年1月19日、修斗の高橋大児戦でプロデビューを果たし、0-3の判定負け。
2002年、修斗バンタム級（-56kg）新人王トーナメントに出場。赤木康洋、端智弘、阿部マサトシを破り新人王を獲得した。
2003年12月14日、初代修斗世界バンタム級王座決定戦でマモルと対戦し、0-3の判定負けを喫し王座獲得に失敗した。
2004年11月14日、DEMOLITIONでジョン・ドッドソンと対戦し、判定勝ち。
2005年9月23日、修斗でBJと対戦し、1-0の判定ドロー。
2007年3月16日、修斗世界バンタム級タイトルマッチでBJと再戦し、1-1の判定ドローで王座獲得に失敗した。
2007年9月22日、修斗でマモルに判定勝ちを収めリベンジを果たした。
2010年5月30日、修斗世界バンタム級王座決定戦で神酒龍一と再戦し、3-0の判定勝ちを収め王座獲得に成功した。
2011年2月19日、2度目のシュートボクシングに参戦予定であったが、右膝内側靭帯断裂のため欠場となった。
2011年7月18日、修斗世界バンタム級タイトルマッチで挑戦者の正城ユウキと対戦し、パウンドでKO勝ちを収め王座の初防衛に成功した。

### UFC
2012年3月3日、UFC初出場となったUFC on FX 2で行われたフライ級王座決定トーナメント準決勝でジョセフ・ベナビデスと対戦し、パウンドでTKO負けを喫した。
2012年9月30日、修斗世界バンタム級王座を返上した。
2012年11月10日、UFC on Fuel TV 6でジョン・リネカーと対戦し、0-3の判定負け。
2013年5月31日、ONE FC初出場となったONE FC 9でレイ・ドーヨーゲンと対戦し、2-1の判定勝ち。
2014年3月14日、ONE FC 14でアドリアーノ・モラエスと対戦し、リアネイキドチョークで一本負け。
2016年11月12日、修斗で田丸匠と対戦し、1Rに腕ひしぎ十字固めで一本負けを喫した。

## 戦績

### 総合格闘技
| 総合格闘技 戦績 | 総合格闘技 戦績 | 総合格闘技 戦績 | 総合格闘技 戦績 | 総合格闘技 戦績 | 総合格闘技 戦績 | 総合格闘技 戦績 |
| --------------- | --------------- | --------------- | --------------- | --------------- | --------------- | --------------- |
| 35 試合         | (T)KO           | 一本            | 判定            | その他          | 引き分け        | 無効試合        |
| 21 勝           | 4               | 1               | 16              | 0               | 6               | 0               |
| 8 敗            | 1               | 3               | 4               | 0               | 6               | 0               |

| 勝敗 | 対戦相手               | 試合結果                            | 大会名                                                                                     | 開催年月日     |
| ×    | 田丸匠                 | 1R 4:48 腕ひしぎ十字固め            | 修斗                                                                                       | 2016年11月12日 |
| ×    | アドリアーノ・モラエス | 2R 3:48 リアネイキドチョーク        | ONE FC 14: War of Nations                                                                  | 2014年3月14日  |
| ○    | ユ・ゼナム             | 5分3R終了 判定3-0                   | TRIBE TOKYO FIGHT 〜長南亮引退興行〜                                                       | 2013年10月20日 |
| ○    | レイ・ドーヨーゲン     | 5分3R終了 判定2-1                   | ONE FC 9: Rise to Power                                                                    | 2013年5月31日  |
| ×    | ジョン・リネカー       | 5分3R終了 判定0-3                   | UFC on Fuel TV 6: Franklin vs. Le                                                          | 2012年11月10日 |
| ×    | ジョセフ・ベナビデス   | 2R 0:11 TKO（右フック→パウンド）    | UFC on FX 2: Alves vs. Kampmann 【フライ級王座決定トーナメント 準決勝】                    | 2012年3月3日   |
| ○    | 正城ユウキ             | 2R 0:24 KO（左ハイキック→パウンド） | 修斗 SHOOTOR'S LEGACY 03 【修斗世界バンタム級チャンピオンシップ】                          | 2011年7月18日  |
| ○    | 森卓也                 | 1R 4:49 KO（パウンド）              | 修斗 The Way of SHOOTO 06 〜Like a Tiger, Like a Dragon〜                                  | 2010年11月19日 |
| ○    | 神酒龍一               | 5分3R終了 判定3-0                   | 修斗 The Way of SHOOTO 03 〜Like a Tiger, Like a Dragon〜 【修斗世界バンタム級王座決定戦】 | 2010年5月30日  |
| ○    | 神酒龍一               | 5分3R終了 判定3-0                   | 修斗 REVOLUTIONARY EXCHANGES 2                                                             | 2009年9月22日  |
| ○    | 清水清隆               | 1R 3:06 TKO（ドクターストップ）     | CAGE FORCE EX -eastern bound-                                                              | 2008年11月8日  |
| ×    | 正城ユウキ             | 3R 3:39 フロントスリーパーホールド  | "修斗伝承 03" ROAD TO 20th ANNIVERSARY                                                     | 2008年9月28日  |
| △    | 神酒龍一               | 5分3R終了 判定0-1                   | "修斗伝承 01" ROAD TO 20th ANNIVERSARY                                                     | 2008年5月3日   |
| △    | ジェシー・タイタノ     | 5分3R終了 判定1-0                   | CAGE FORCE 05                                                                              | 2007年12月1日  |
| ○    | マモル                 | 5分3R終了 判定3-0                   | 修斗 BACK TO OUR ROOTS 05                                                                  | 2007年9月22日  |
| △    | BJ                     | 5分3R終了 判定1-1                   | 修斗 BACK TO OUR ROOTS 02 【修斗世界バンタム級チャンピオンシップ】                         | 2007年3月16日  |
| ○    | 生駒純司               | 5分3R終了 判定3-0                   | 修斗                                                                                       | 2006年11月10日 |
| ○    | 高橋大児               | 5分3R終了 判定3-0                   | 修斗                                                                                       | 2006年9月8日   |
| ○    | ダニエル・リマ         | 5分2R終了 判定3-0                   | MARS WORLD FIGHTING GP in 幕張                                                             | 2006年5月13日  |
| △    | BJ                     | 5分3R終了 判定1-0                   | 修斗                                                                                       | 2005年9月23日  |
| ○    | ロレンソ・コカ         | 1R 0:27 KO（パンチ）                | D.O.G. I                                                                                   | 2005年3月12日  |
| ○    | ジョン・ドッドソン     | 5分2R終了 判定3-0                   | DEMOLITION                                                                                 | 2004年11月14日 |
| ×    | 井口摂                 | 5分2R終了 判定0-2                   | DEMOLITION                                                                                 | 2004年9月19日  |
| ○    | 生駒純司               | 5分3R終了 判定3-0                   | 修斗                                                                                       | 2004年7月16日  |
| ×    | マモル                 | 5分3R終了 判定0-3                   | 修斗 【修斗世界バンタム級王座決定戦】                                                      | 2003年12月14日 |
| ○    | ホブソン・モウラ       | 5分3R終了 判定2-1                   | 修斗                                                                                       | 2003年5月4日   |
| ○    | 阿部マサトシ           | 5分2R終了 判定3-0                   | 修斗 【新人王トーナメント バンタム級 決勝】                                                | 2002年11月15日 |
| ○    | 端智弘                 | 5分2R終了 判定2-0                   | 修斗 SHOOTO GIG EAST 10 【新人王トーナメント バンタム級 準決勝】                           | 2002年8月27日  |
| ○    | 赤木康洋               | 2R 1:57 アームロック                | 修斗 SHOOTO TREASURE HUNT 06 【新人王トーナメント バンタム級 2回戦】                       | 2002年5月5日   |
| ○    | 五木田勝               | 5分2R終了 判定3-0                   | 修斗 SHOOTO TREASURE HUNT 04                                                               | 2002年3月13日  |
| △    | 出口直樹               | 5分2R終了 時間切れ                  | The CONTENDERS X-RAGE Vol.1                                                                | 2001年12月14日 |
| ○    | 赤崎勝久               | 5分2R終了 判定2-0                   | 修斗 SHOOTO TO THE TOP                                                                     | 2001年9月27日  |
| △    | 晝間貴雅               | 3分2R終了 時間切れ                  | CLUB CONTENDERS 01                                                                         | 2001年8月15日  |
| ○    | 久保山誉               | 5分2R終了 判定3-0                   | 修斗 SHOOTO TO THE TOP                                                                     | 2001年3月21日  |
| ×    | 高橋大児               | 5分2R終了 判定0-3                   | 修斗 SHOOTO TO THE TOP                                                                     | 2001年1月19日  |

### キックボクシング
| 勝敗 | 対戦相手       | 試合結果             | 大会名                                          | 開催年月日   |
| ○    | ファントム進也 | 3R+延長R終了 判定3-0 | SHOOT BOXING 2006 NEO ΟΡΘΡΟΖ Series 4th         | 2006年7月7日 |
| ×    | 大原清和       | 3R+延長R終了 判定1-2 | J-NETWORK「GO! GO! J-NET '06 -Light my fire!-」 | 2006年1月9日 |

## 獲得タイトル
- 第7回全日本アマチュア修斗選手権フェザー級 3位（2000年）
- 修斗バンタム級新人王（2002年）
- 第3代修斗世界バンタム級王座（2010年）